# Selenodriella indica
Selenodriella indica är en svampart som beskrevs av Bhat & W.B. Kendr. 1993. Selenodriella indica ingår i släktet Selenodriella, divisionen sporsäcksvampar och riket svampar.   Inga underarter finns listade i Catalogue of Life.